# Kokshetau
Kokshetau (en kazajo: Kökşetau [kʰɵ́kɕʲetʰɑ̂ʊ]), oficialmente conocida como Kokchetav (en ruso: Кокчетав [kəktɕʲeˈtaf]) entre 1868 y 1993, es la capital de la provincia de Akmolá, en el norte Kazajistán y capital de la región de Akmola (oblys), que se extiende a lo largo de la orilla meridional del lago Kopa, situada al norte de las colinas de Kokshetau, subsistema septentrional de las tierras altas de Kokshetau (Saryarka) y borde meridional de la llanura de Ishim. Debe su nombre al monte Kokshe. 
Fue el centro administrativo de la región de Kokshetau (oblast) desde 1944 hasta 1991 como parte de la Unión Soviética y desde 1991 como parte de Kazajistán hasta 1997, cuando se abolió. También está situada en el cruce de los ferrocarriles Trans-Kazajistán y Siberia Meridional. Kokshetau se encuentra a una altitud aproximada de 234 m sobre el nivel del mar. El clima de Kokshetau se caracteriza por veranos calurosos e inviernos fríos.
Tiene 150.649 habitantes (est. 2022), frente a 123.389 (censo de 1999), mientras que la región de Akmola tiene una población total de 738.587 (est. 2019), frente a 1.061.820 (censo de 1989), lo que la convierte en la décima región más poblada de Kazajistán. La historia de la ciudad ha estado influenciada por personas de muchas naciones y religiones. Kokshetau conserva una población multiétnica, con un 59% de kazajos étnicos (frente al 36%) y el resto, en su mayoría rusos étnicos (frente al 42%) y otros grupos étnicos como ucranianos, tártaros y alemanes. La administración de la ciudad de Kokshetau (superficie de 425 km²), con una población aproximada de 165.153 habitantes, incluye una administración de asentamiento (que consiste en el asentamiento laboral de Stantsyonny) y el distrito rural de Krasnoyarsk, que incluye dos asentamientos rurales (las aldeas de Krasny Yar y Kyzyl-Zhuldyz).

## Geografía física y geología

### Ubicación
Kokshetau se encuentra en Kazajistán, en la parte septentrional de la región de Akmola. La ciudad está situada en el límite de la llanura de Siberia Occidental, en la orilla sureste del lago Kopa, a una altitud de 234 metros sobre el nivel del mar, en las montañas de Kokshetau, parte norte de las colinas de Kokshetau, cuyas estribaciones rodean la ciudad por el sur y el oeste. Tiene una superficie de 234 km². Está situada a unos 300 kilómetros al noroeste de Astaná, la capital nacional.

### Clima
Kokshetau se encuentra en una zona climática semiárida fría con influencias continentales extremas. La ciudad tiene un clima continental extremo con inviernos largos, muy fríos, gélidos, nevados y secos, y veranos cálidos, secos y soleados (con ocasionales chubascos breves). El invierno es gélido y largo (más de 5 meses). En primavera predomina el tiempo despejado y seco, con un gran número de días soleados. El otoño comienza en agosto o septiembre, y el tiempo pasa de despejado al principio de la estación a nublado en octubre-noviembre. La temperatura media anual en Kokshetau es de 3,6 °C (38,5 °F). Las temperaturas estivales alcanzan ocasionalmente los 35 °C (95 °F), mientras que entre mediados de diciembre y principios de marzo no son inusuales las de -30 a -35 °C (-22 a -31 °F)[11].
| Parámetros climáticos promedio de Kokshetau (1991-2020) | Parámetros climáticos promedio de Kokshetau (1991-2020) | Parámetros climáticos promedio de Kokshetau (1991-2020) | Parámetros climáticos promedio de Kokshetau (1991-2020) | Parámetros climáticos promedio de Kokshetau (1991-2020) | Parámetros climáticos promedio de Kokshetau (1991-2020) | Parámetros climáticos promedio de Kokshetau (1991-2020) | Parámetros climáticos promedio de Kokshetau (1991-2020) | Parámetros climáticos promedio de Kokshetau (1991-2020) | Parámetros climáticos promedio de Kokshetau (1991-2020) | Parámetros climáticos promedio de Kokshetau (1991-2020) | Parámetros climáticos promedio de Kokshetau (1991-2020) | Parámetros climáticos promedio de Kokshetau (1991-2020) | Parámetros climáticos promedio de Kokshetau (1991-2020) |
| Mes                                                     | Ene.                                                    | Feb.                                                    | Mar.                                                    | Abr.                                                    | May.                                                    | Jun.                                                    | Jul.                                                    | Ago.                                                    | Sep.                                                    | Oct.                                                    | Nov.                                                    | Dic.                                                    | Anual                                                   |
| ------------------------------------------------------- | ------------------------------------------------------- | ------------------------------------------------------- | ------------------------------------------------------- | ------------------------------------------------------- | ------------------------------------------------------- | ------------------------------------------------------- | ------------------------------------------------------- | ------------------------------------------------------- | ------------------------------------------------------- | ------------------------------------------------------- | ------------------------------------------------------- | ------------------------------------------------------- | ------------------------------------------------------- |
| Temp. máx. abs. (°C)                                    | 4.0                                                     | 6.6                                                     | 18.7                                                    | 30.3                                                    | 35.5                                                    | 40.1                                                    | 39.2                                                    | 37.7                                                    | 35.0                                                    | 25.0                                                    | 16.5                                                    | 6.0                                                     | 40.1                                                    |
| Temp. máx. media (°C)                                   | -10.3                                                   | -8.8                                                    | -1.2                                                    | 10.5                                                    | 19.6                                                    | 24.3                                                    | 25.2                                                    | 23.6                                                    | 17.3                                                    | 9.1                                                     | -2.2                                                    | -8.1                                                    | 8.3                                                     |
| Temp. media (°C)                                        | -14.3                                                   | -13.2                                                   | -5.7                                                    | 5.1                                                     | 13.5                                                    | 18.6                                                    | 19.6                                                    | 17.8                                                    | 11.8                                                    | 4.7                                                     | -5.6                                                    | -11.7                                                   | 3.4                                                     |
| Temp. mín. media (°C)                                   | -18.8                                                   | -18.0                                                   | -10.5                                                   | -0.2                                                    | 6.9                                                     | 12.1                                                    | 13.8                                                    | 12.0                                                    | 6.4                                                     | 0.6                                                     | -9.2                                                    | -15.7                                                   | -1.7                                                    |
| Temp. mín. abs. (°C)                                    | -42.2                                                   | -42.0                                                   | -45.0                                                   | -26.1                                                   | -8.9                                                    | -5.7                                                    | 2.0                                                     | -2.2                                                    | -10.5                                                   | -26.0                                                   | -42.6                                                   | -44.0                                                   | -45.0                                                   |
| Precipitación total (mm)                                | 13                                                      | 11                                                      | 13                                                      | 20                                                      | 27                                                      | 42                                                      | 69                                                      | 43                                                      | 23                                                      | 22                                                      | 19                                                      | 15                                                      | 317                                                     |
| Días de precipitaciones (≥ 1 mm)                        | 3.7                                                     | 3.4                                                     | 3.0                                                     | 4.2                                                     | 6.5                                                     | 6.5                                                     | 8.5                                                     | 7.3                                                     | 5.5                                                     | 6.2                                                     | 4.3                                                     | 3.3                                                     | 62.4                                                    |
| Horas de sol                                            | 89                                                      | 127                                                     | 196                                                     | 227                                                     | 277                                                     | 306                                                     | 313                                                     | 250                                                     | 190                                                     | 118                                                     | 88                                                      | 75                                                      | 2256                                                    |
| Fuente n.º 1: Погода и климат                           |                                                         |                                                         |                                                         |                                                         |                                                         |                                                         |                                                         |                                                         |                                                         |                                                         |                                                         |                                                         |                                                         |
| Fuente n.º 2: NOAA (Horas de sol, 1961-1990)            |                                                         |                                                         |                                                         |                                                         |                                                         |                                                         |                                                         |                                                         |                                                         |                                                         |                                                         |                                                         |                                                         |

## Industria
Hay industrias ligeras, como la producción de alimentos. La región produce trigo y otros cultivos. Hay minería de oro al norte de la ciudad.

## Transporte
Kokshetau tiene un aeropuerto con vuelos a Almaty y Petropavl. La ciudad está conectada por ferrocarril con el sur de Kazajistán y Rusia.

## Edificios religiosos
Mezquitas:
- Mezquita Nauan Hazrat
- Mezquita Zhakiya Kazhi

Iglesias ortodoxas:
- Iglesia de la Resurrección, Kokshetau (capacidad para 1.500 personas), (ROC)
- Iglesia del Santo Arcángel Miguel, Kokshetau, (ROC)
- Iglesia de San Jorge, Kokshetau

Iglesias católicas:
- Iglesia de San Antonio de Padua, Kokshetau